# Bloqueio da União

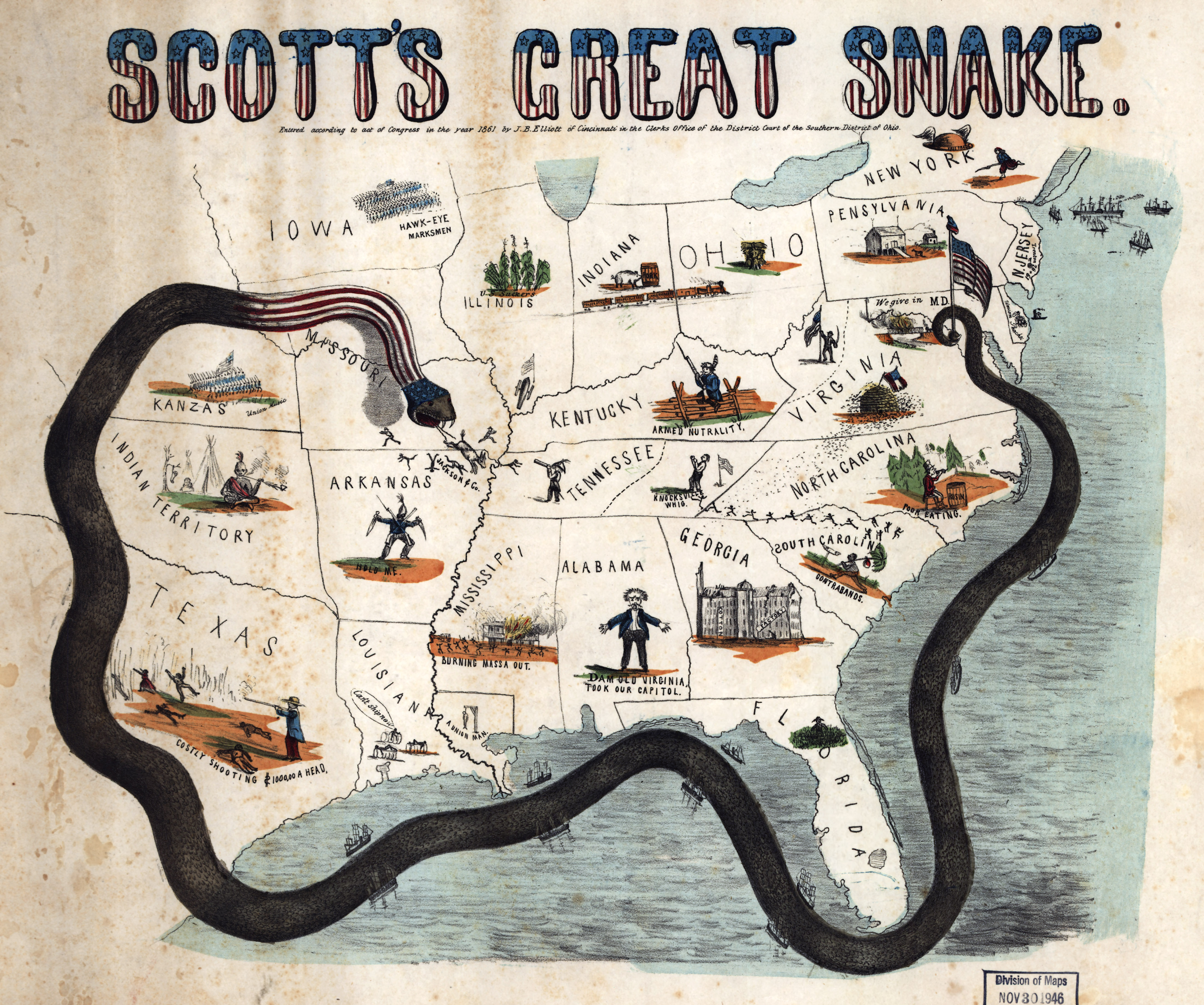
Mapa do bloqueio em 1861 conhecido como plano Anaconda.

O bloqueio naval da União foi um bloqueio realizado pela União à Confederação durante a Guerra Civil Americana para evitar o comércio dos Estados Confederados. Foi proclamado pelo presidente Abraham Lincoln em 19 de abril de 1861 e exigiu o monitoramento de 5600 km de costa, desde a costa do Atlântico até ao Golfo do México. Os corredores de bloqueio usados pela Confederação, apesar de facilmente conseguirem atravessar o bloqueio, só podiam carregar uma pequena fração de suprimentos. A União conseguiu capturar ou destruir cerca de 1500 corredores de bloqueio ao longo do bloqueio.